# Doto lemchei
Doto lemchei is een slakkensoort uit de familie van de kroonslakken (Dotidae). De wetenschappelijke naam van de soort werd in 1978 voor het eerst geldig gepubliceerd door Ortea & Urgorri.

## Beschrijving
Doto lemchei is een kleine Doto-soort zonder pigmentvlekken op de cerata, maar de witte klieren zijn zichtbaar in de toppen van de tuberkels. Het lichaam en de cerata hebben een lichte bruine tint, en er zijn lichtbruine vlekken op het hoofd en de rug.
Doto lemchei is een gespecialiseerde eter van Aglaophenia tubulifera, een hydroïdpoliep die meestal wordt aangetroffen op oppervlakken van rotsen in de circalittorale zone. De dieren verschuilen zich aan de basis van de hydroïdpoliep, maar leggen opvallende kuitrollen hoog op de stengels. De gelegde eisnoeren zijn kort in vergelijking met de meeste andere Doto-soorten en bestaat uit slechts twee of drie plooien.

## Verspreiding
Het verspreidingsgebied van Doto lemchei loopt van Galicië in noordwesten van Spanje tot aan Rathlin Island aan de noordkust van Ierland. De soort is vrij algemeen op Skomer Island en op sommige andere plaatsen in zuidwest-Brittannië.